# Woodbury, Minnesota
Woodbury är en stad (city) i Washington County i delstaten Minnesota i USA. Staden hade 75 102 invånare, på en yta av 92,52 km² (2020). Den är en del av storstadsområdet Minneapolis-Saint Paul.

## Ekonomi
I Woodbury finns ett stort antal företag. Dessutom finns 3Ms huvudkontor i den angränsande staden Maplewood, vilket bidrar till arbetstillfällen. Enligt en beräkning från 2019 var medianinkomsten för hushållen 116 517 dollar.